# Elezioni parlamentari in Finlandia del 1936
Le elezioni parlamentari in Finlandia del 1936 si tennero il 1º luglio per il rinnovo dell'Eduskunta.

## Risultati
| Liste                                        | Voti      | %     | Seggi | Differenza | Differenza | Differenza |
| Liste                                        | Voti      | %     | Seggi | Voti       | %          | Seggi      |
| -------------------------------------------- | --------- | ----- | ----- | ---------- | ---------- | ---------- |
| Partito Socialdemocratico Finlandese         | 452.751   | 38,59 | 83    | +39.200    | +1,3       | +5         |
| Lega Agraria                                 | 262.917   | 22,41 | 53    | +13.159    | -0,1       | –          |
| Partito Popolare Svedese                     | 131.440   | 11,20 | 21    | +16.007    | +0,8       | –          |
| Partito di Coalizione Nazionale              | 121.619   | 10,36 | 20    | –          | –          | +2         |
| Movimento Patriottico Popolare               | 97.891    | 8,34  | 14    | –          | –          | –          |
| Partito Progressista Nazionale               | 73.654    | 6,28  | 7     | −8.475     | −1,1       | -4         |
| Partito dei Piccoli Proprietari di Finlandia | 23.159    | 1,97  | 1     | −14.385    | −1,4       | −2         |
| Partito Popolare                             | 7.449     | 0,63  | 1     | −1.941     | −0,2       | −1         |
| Altri                                        | 2.502     | 0,21  | –     | +604       | +0,0       | –          |
| Totale                                       | 1.173.382 |       | 200   | +65.559    |            |            |